# Цхавери
Цхавери (груз. ცხავერი) — село в Грузии, на территории Каспского муниципалитета края (мхаре) Шида-Картли.

## География
Село находится в центральной части Грузии, на северном склоне Триалетского хребта, на расстоянии приблизительно 16 километров (по прямой) к юго-западу от города Каспи, административного центра муниципалитета. Абсолютная высота — 1267 метров над уровнем моря.

## Население
По результатам официальной переписи населения 2014 года, в Цхавери проживало 28 человек (14 мужчин и 14 женщин). В национальной структуре населения осетины составляли 53,6 %, грузины — 46,4 %.
| Год  | Население, человек |
| ---- | ------------------ |
| 2002 | 33                 |
| 2014 | ↘ 28               |